# 勒杜略
勒杜略（法語：Le Doulieu，法語發音：[lə duljø]）是法国上法兰西大区北部省的一个市镇，位于该省西北部，属于敦刻尔克区。

## 地理
勒杜略（50°40'56"N, 2°43'9"E）面积11.74 平方千米，位于法国上法蘭西大區北部省，该省份为法国最北部的省份及最长的省份，西北濒北海，西接加来海峡省，南至埃纳省和索姆省，东与比利时接壤。
与勒杜略接壤的市镇（或旧市镇、城区）包括：巴約勒、斯滕韦克、旧贝尔坎、埃泰尔、新贝尔坎。

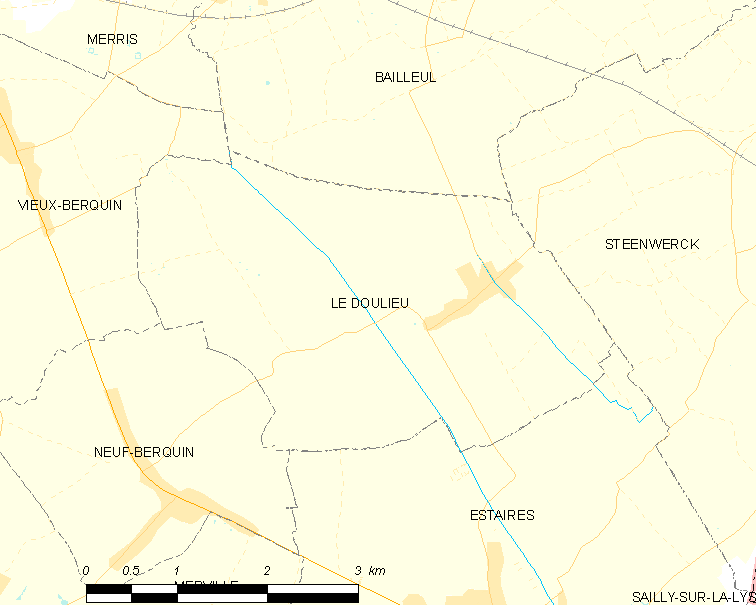
勒杜略的OSM定位图

勒杜略的时区为UTC+01:00、UTC+02:00（夏令时）。

## 行政
勒杜略的邮政编码为59940，INSEE市镇编码为59180。

## 政治
勒杜略所属的省级选区为巴约勒县。

## 人口

1962-2008年间勒杜略人口变化图示

勒杜略于2022年1月1日时的人口数量为1445人。